# عبدالله حسین هارون
عبدالله حسین هارون (انگلیسی: Abdullah Hussain Haroon؛ زادهٔ ۲۱ اکتبر ۱۹۵۰) دیپلمات و سیاستمدار اهل پاکستان است. وی از ۵ ژوئن تا ۱۸ اوت ۲۰۱۸ وزیر دفاع پاکستان به صورت موقت و از سال ۲۰۰۸ تا ۲۰۱۲ سفیر پاکستان در سازمان ملل متحد بوده‌است.